# The Climb (Arrow)
The Climb es el noveno episodio de la tercera temporada y quincuagésimo quinto episodio a lo largo de la serie de televisión estadounidense de drama y ciencia ficción, Arrow. El episodio fue escrito por Jake Coburn y Keto Shimizu y dirigido por Thor Freudenthal. Fue estrenado el 10 de diciembre de 2014 en Estados Unidos por la cadena The CW.
Nyssa regresa a Ciudad Starling para decirle a Oliver Queen que Ra's al Ghul le ha dado cuarenta y ocho horas para entregar al asesino de Sara o la Liga de Asesinos comenzará a asesinar a los ciudadanos de Starling. Mientras tanto, Laurel confiesa la muerte de Sara a su madre, quien viajó a la ciudad para pasar las fiestas con su familia. Ray intenta disculparse con Felicity y le revela un poco de su pasado y los motivos que tuvo para comprar Queen Consolidated. Mientras continúa la búsqueda del asesino de Sara, Oliver descubre que Thea le mintió sobre su cercanía con Malcolm, tras enfrentarse a ella como Flecha y ver que sabe artes marciales como él. Tras enterarse de que Thea es la asesina de Sara bajo la influencia de una extraña planta, Oliver es manipulado por Malcolm para enfrentarse a Ra's al Ghul en un duelo a muerte en el que el líder de la Liga sale vencedor.

## Elenco
- Stephen Amell como Oliver Queen/la Flecha.
- Katie Cassidy como Laurel Lance.
- David Ramsey como John Diggle.
- Willa Holland como Thea Queen.
- Emily Bett Rickards como Felicity Smoak.
- Colton Haynes como Roy Harper/Arsenal.
- John Barrowman como Malcolm Merlyn/Arquero Oscuro.
- Paul Blackthorne como el capitán Quentin Lance.

## Continuidad
- Este episodio es considerado el final de media temporada de la serie.
- China White fue vista anteriormente en Identity.
- Dinah Lance fue vista anteriormente en Time of Death.
- Nyssa y Ra's al Ghul fueron vistos anteriormente en The Magician.
- Malcolm Merlyn fue visto anteriormente en The Secret Origin of Felicity Smoak.
- Ray Palmer y Tatsu y Maseo Yamashiro fueron vistos anteriormente en Draw Back Your Bow.
- Nyssa y Ra's al Ghul regresan a Ciudad Starling para exigir a Oliver que entregue al asesino de Canario.
- En este episodio se revela que Maseo está vivo y se unió a la Liga de Asesinos bajo el nombre de Sarab que significa fantasma.
- Malcolm revela a Oliver que Thea asesinó de Sara bajo la influencia de una sustancia que provoca susceptibilidad al control mental.
- Oliver le dice a Ra's al Ghul que él asesinó a Sara y reta a un desafío a muerte.

- Ra's al Ghul comenta que nadie lo ha desafiado a muerte en 67 años.

- Ray le dice a Felicity que su prometida murió cuando la ciudad estuvo sitiada por los hombres de Slade en Streets of Fire.
- Laurel le revela a su madre y a Thea que Sara está muerta.
- Ray le revela a Felicity que está trabajando en un exoesqueleto mecánico para salvar la ciudad.
- Aparentemente, Oliver muere a manos de Ra's al Ghul en el desafío.

## Desarrollo

### Producción
La producción de este episodio comenzó el 30 de septiembre y terminó el 8 de octubre de 2014.

### Filmación
El episodio fue filmado del 9 de octubre al 21 de octubre de 2014.

## Recepción

### Recepción de la crítica
Jesse Schedeen de IGN calificó al episodio como grandioso y le otorgó una puntuación de 8.6, comentando: "Arrow nunca decepciona cuando se trata de finales (de mitad de temporada o de otro tipo). Este episodio ofrece un flujo constante de tensión y drama emocional mientras Ollie descubre la verdad sobre su hermana y decide enfrentarse a su propia muerte. Tanto Ra's al Ghul y Malcolm Merlyn surgieron como amenazas claras y presentes a Starling City. Mientras que las escenas Ray Palmer parecieron fuera de lugar junto a todo lo demás, no hicieron mucho para el tono oscuro a una entrega satisfactoria".

### Recepción del público
En Estados Unidos, The Climb fue visto por 3.06 millones de espectadores, recibiendo 1.1 millones de espectadores entre los 18 y 49 años de acuerdo con Nielsen Media Research.